# Marosaszó község
Marosaszó község (románul: Comuna Ususău) község Arad megyében, Romániában. Központja Marosaszó, beosztott falvai Dorgos, Marosborosznok, Petercse, Szabálcs.

## Népessége
A 2011-es népszámlálás adatai alapján a község népessége 1392 fő volt.

## Története
2005-ig a község neve Dorgos, községközpontja Dorgos volt, ekkor a községközpontot áthelyezték Marósaszóba és a község elnevezését is megváltoztatták.